# Уолтон, Дуглас Нил
Ду́глас Нил Уо́лтон (англ. Douglas Neil Walton; 2 июня 1942, Гамильтон — 3 января 2020, Онтарио) — канадский философ, теоретик логики.
Автор более шестидесяти монографий и четырёхсот статей по теории аргументации и неформальной логике. Наиболее известен как создатель новых способов анализа источников, фиксирующих акты коммуникации, а также алгоритмов взаимодействия между человеком и машиной.

## Биография
Получил степень Ph. D. в Торонтском университете в 1972 году. С 1969 года вступил в штат философского департамента в Виннипегском университете, стал профессором в 1982 году и преподавал до 2008 года.
Дуглас Уолтон поддерживал междисциплинарые подходы к исследованиям, работая вместе со специалистами в области информатики, юристами, исследователями искусственного интеллекта, права. Это сотрудничество началось в конце 1990-х годов, предположительно в результате его участия в первой конференции по формальным и прикладным практическим рассуждениям (Formal and Applied Practical Reasoning), которая состоялась в Бонне в 1996 году. Конференция FAPR собирала исследователей, работающих над практическими рассуждениями и другими формами аргументации, как из философии, так и из искусственного интеллекта. К этому времени Д. Уолтону уже было 56 лет: он сложился как известный специалист в области аргументации, а потому получил признание от коллег из других областей исследований, которые обратили внимание на возможность применения его наработах в своих сферах.
С 2014 года и до последних дней жизни вёл исследования в Уинсорском университете.

## Ключевые идеи

### Типы диалогов
Д. Н. Уолтон определяет диалог как "серию обменов сообщениями или речевыми актами между двумя (или более) участниками", когнитивными агентами. Тем не менее, зачастую, отмечает он, диалог является серией обменов вопросами и ответами между двумя группами; имеет цель и требования к взаимному признанию оппонентов для достижения этой, (не всегда эксплицируемой), цели. Аргументация же  – "группа диалогов, формируемая на основе двух ключевых критериев : диалектической цели, представляющей собой разрешение несогласия сторон посредством речевой коммуникации, и риторической цели убеждения, преследуемой хотя бы одной из сторон" . Несмотря на то, что типология Уолтона Д. опирается на риторическую классификацию, он вводит новую переменную – определённую цель диалога.
У каждого типа диалога присутствует подтип, начальная ситуация, цель дискуссии, задачи участников и побочные результаты.
- I. Аргументативная (критическая) дискуссия
- II. Переговоры
- III. Научная дискуссия
- IV. Обсуждение целей и результатов
- VI. Информативная дискуссия
- VII. Эристика
- VII. Смешанный тип

Также, Д. Н. Уолтон вводит понятие "сложного диалога" (complex dialogue), – единого речевого события,  в котором происходит переход от одного типа диалога к другому .

### Схемы аргументации
Схемы аргументации для Д. Н. Уолтона – такие формы аргументации, которые широко используются в повседневной разговорной аргументации, (в том числе в науке и юридическом поле). Такие стереотипные схемы умозаключений включают в себя семантико-онтологические отношения, типы рассуждений и логические аксиомы в виде абстрактных структур наиболее распространенных типов естественных аргументов. Схемы аргументации делятся на отдельные модели аргументации, такие как абдуктивная, от аналогии, индуктивная, классификационная и от причины к следствию.
Составляется схема аргументации по следующему методу:
- Описывается структура схемы с учётом тематической литературы.
- Анализируется значительная масса примеров аргументации с использованием схемы. Схема адаптируется и модифицируется так, чтобы она могла наилучшим образом описывать специфические естественные аргументы.
- Указывается, что форма аргументации, представленная анализируемой схемой, имеет существенное значение для изучения аргументации, так как она встречается в естественно-языковом дискурсе или других специализированных контекстах.
- Эмпирически обосновывается необходимость признания этой формы аргументации в качестве базовой схемы аргументации.

## Избранные публикации
- Walton D., Krabbe E. C. W. Commitment in Dialogue: Basic Concepts of Interpersonal Reasoning. — NY.: State University of New York Press, 1995. — 223 p.
- Walton D. Argumentation Schemes for Presumptive Reasoning. — NY.: Taylor and Francis, 2005 (1996). — 233 pp. — ISBN 978-1-136-68706-8
- Walton D. The New Dialectic. Conversational Contexts of Argument. — Toronto: University of Toronto Press, 1998. — 318 pp.
- Walton D. Fundamentals of Critical Argumentation. — Cambridge: Cambridge University Press, 2006. — 361 pp.
- Walton D. Dialog Theory for Critical Argumentation. — Amsterdam: John Benjamins Publishing Co, 2007. — 327 pp.
- Walton D., Reed C., Macagno F. Argumentation Schemes. — Cambridge: Cambridge University Press, 2008. — 453 pp. — ISBN 978-052-72374-9